# Championnats d'Europe espoirs d'athlétisme 2007
Navigation
2005 2009
Les 6es Championnats d'Europe espoirs d'athlétisme ont eu lieu du 12 au 15 juillet 2007 au stade d'athlétisme István-Gyulai de Debrecen, en Hongrie.

## Résultats

### Hommes
| Épreuves          | Or                                                                                | Argent                                                                                    | Bronze                                                                           |
| ----------------- | --------------------------------------------------------------------------------- | ----------------------------------------------------------------------------------------- | -------------------------------------------------------------------------------- |
| 100 m             | Simeon Williamson (GBR) 10 s 10 (CR)                                              | Craig Pickering (GBR) 10 s 14                                                             | Martial Mbandjock (FRA) 10 s 27                                                  |
| 200 m             | Visa Hongisto (FIN) 20 s 84                                                       | Vojtěch Šulc (CZE) 20 s 91                                                                | Rikki Fifton (GBR) 21 s 02                                                       |
| 400 m             | Denis Alekseyev (RUS) 45 s 69                                                     | Željko Vincek (CRO) 45 s 69                                                               | Kacper Kozłowski (POL) 45 s 86                                                   |
| 800 m             | Marcin Lewandowski (POL) 1 min 49 s 94                                            | Oleksandr Osmolovych (UKR) 1 min 50 s 21                                                  | Abdesslam Merabet (FRA) 1 min 50 s 31                                            |
| 1 500 m           | Álvaro Rodríguez (en) (ESP) 3 min 44 s 00                                         | Yohan Durand (FRA) 3 min 44 s 38                                                          | Barnabás Bene (HUN) 3 min 44 s 47                                                |
| 5 000 m           | Noureddine Smaïl (FRA) 13 min 53 s 15                                             | Andrey Safronov (RUS) 13 min 54 s 04                                                      | Kemal Koyuncu (TUR) 13 min 54 s 32                                               |
| 10 000 m          | Anatoliy Rybakov (RUS) 29 min 9 s 89                                              | Michel Butter (NED) 29 min 12 s 95                                                        | Daniele Meucci (ITA) 29 min 18 s 26                                              |
| 110 m haies       | Konstadínos Douvalídis (GRE) 13 s 49                                              | Adrien Deghelt (BEL) 13 s 59                                                              | Emanuele Abate (ITA) 13 s 66                                                     |
| 400 m haies       | David Greene (GBR) 49 s 58                                                        | Fadil Bellaabouss (FRA) 49 s 58                                                           | Milan Kotur (CRO) 50 s 14                                                        |
| 3 000 m steeple   | Mahiedine Mekhissi (FRA) 8 min 33 s 91                                            | Ildar Minshin (RUS) 8 min 34 s 27                                                         | Balázs Ott (HUN) 8 min 35 s 04                                                   |
| 4 × 100 m         | Royaume-Uni Ryan Scott Craig Pickering Rikki Fifton James Ellington 38 s 95       | Portugal Dany Gonçalves Arnaldo Abrantes Ricardo Martins Yazaldes Nascimento 39 s 37      | Finlande Hannu Hämäläinen Visa Hongisto Rami Jokinen Jonathan Åstrand 39 s 53    |
| 4 × 400 m         | Russie Maksim Dyldin Denis Alekseyev Artem Sergeyenkov Anton Kokorin 3 min 2 s 13 | Pologne Grzegorz Klimczyk Patryk Baranowski Piotr Dąbrowski Kacper Kozłowski 3 min 4 s 76 | Allemagne Jonas Plass Florian Schwalm Matthias Bos Martin Grothkopp 3 min 5 s 25 |
| 20 km marche      | Valeriy Borchin (RUS) 1 h 20 min 43 s                                             | Andrey Krivov (RUS) 1 h 21 min 51 s                                                       | Sergey Bakulin (RUS) 1 h 23 min 33                                               |
| Saut en longueur  | Michał Rosiak (POL) 7,94 m                                                        | Petteri Lax (FIN) 7,89 m                                                                  | Roman Novotny (CZE) 7,87 m                                                       |
| Triple saut       | Gary White (GBR) 16,33 m                                                          | Adrian Świderski (POL) 16,29 m                                                            | Yuriy Zhuravlyev (RUS) 16,22 m                                                   |
| Saut en hauteur   | Linus Thörnblad (SWE) 2,24 m                                                      | Benjamin Lauckner (GER) 2,21 m                                                            | Jussi Viita (FIN) 2,21 m                                                         |
| Saut à la perche  | Pavel Prokopenko (RUS) 5,75 m                                                     | Jesper Fritz (SWE) 5,70 m                                                                 | Denys Fedas (UKR) 5,65 m                                                         |
| Lancer du poids   | Jakub Giża (POL) 19,87 m                                                          | Luka Rujević (SRB) 19,55 m                                                                | Aleksandr Grekov (RUS) 19,13 m                                                   |
| Lancer du disque  | Martin Wierig (GER) 61,10 m                                                       | Jan Marcell (CZE) 58,48 m                                                                 | Apostolos Parellis (CYP) 58,16 m                                                 |
| Lancer du marteau | Yury Shayunou (BLR) 74,92 m                                                       | Kristóf Nemeth (HUN) 72,56 m                                                              | Marcel Lomnický (SVK) 72,17 m                                                    |
| Lancer du javelot | Alexander Vieweg (GER) 79,56 m                                                    | Kārlis Alainis (LAT) 76,83 m                                                              | Oleksandr Pyatnytsya (UKR) 76,28 m                                               |
| Décathlon         | Andrei Krauchanka (BLR) 8 492 pts (CR)                                            | Pascal Behrenbruch (GER) 8 239 pts                                                        | Arkadiy Vasilyev (RUS) 8 179 pts                                                 |

### Femmes
| Épreuves          | Or                                                                                        | Argent                                                                                        | Bronze                                                                                     |
| ----------------- | ----------------------------------------------------------------------------------------- | --------------------------------------------------------------------------------------------- | ------------------------------------------------------------------------------------------ |
| 100 m             | Verena Sailer (GER) 11 s 66                                                               | Montell Douglas (GBR) 11 s 66                                                                 | Myriam Soumaré (FRA) 11 s 68                                                               |
| 200 m             | Yuliya Chermoshanskaya (RUS) 23 s 19                                                      | Nelly Banco (FRA) 23 s 36                                                                     | Marta Jeschke (POL) 23 s 42                                                                |
| 400 m             | Lyudmila Litvinova (RUS) 51 s 25                                                          | Olga Shulikova (RUS) 51 s 57                                                                  | Kseniya Zadorina (RUS) 51 s 78                                                             |
| 800 m             | Mariya Shapayeva (RUS) 2 min 00 s 86                                                      | Élodie Guégan (FRA) 2 min 01 s 26                                                             | Vanja Perisic (CRO) 2 min 01 s 34                                                          |
| 1 500 m           | Abby Westley (GBR) 4 min 15 s 48                                                          | Lizi Brathwaite (GBR) 4 min 16 s 45                                                           | Tatyana Beltyukova (RUS) 4 min 16 s 49                                                     |
| 5 000 m           | Laura Kenney (GBR) 16 min 22 s 28                                                         | Volha Minina (BLR) 16 min 27 s 31                                                             | Marta Romo (ESP) 16 min 29 s 56                                                            |
| 10 000 m          | Volha Minina (BLR) 33 min 06 s 37                                                         | Irina Sergeyeva (RUS) 33 min 08 s 69                                                          | Alina Alekseyeva (RUS) 33 min 09 s 63                                                      |
| 100 m haies       | Nevin Yanıt (TUR) 12 s 90                                                                 | Christina Vukicevic (NOR) 13 s 08                                                             | Jessica Ennis (GBR) 13 s 09                                                                |
| 400 m haies       | Angela Morosanu (ROU) 54 s 50                                                             | Irina Obedina (RUS) 55 s 19                                                                   | Zuzana Hejnová (CZE) 55 s 93                                                               |
| 3 000 m steeple   | Katarzyna Kowalska (POL) 9 min 39 s 40                                                    | Ancuţa Bobocel (ROU) 9 min 41 s 84                                                            | Sara Moreira (POR) 9 min 42 s 47                                                           |
| 4 × 100 m         | Russie Yuna Mekhti-Zade Kseniya Vdovina Natalya Murinovich Yuliya Chermoshanskaya 43 s 67 | Allemagne Anne-Kathrin Elbe Verena Sailer Mareike Peters Anne Möllinger 43 s 75               | Pologne Paulina Siemieniako Ewelina Klocek Marta Jeschke Iwona Brzezinska 43 s 78          |
| 4 × 400 m         | Russie Olga Shulikova Kseniya Zadorina Yelena Novikova Lyudmila Litvinova 3 min 26 s 58   | France Marie-Angélique Lacordelle Symphora Behi Virginie Michanol Thélia Sigère 3 min 30 s 56 | Ukraine Hanna Plotitsyna Kseniya Karandyuk Yuliya Irhina Oleksandra Peycheva 3 min 33 s 90 |
| 20 km marche      | Tatyana Shemyakina (RUS) 1 h 28 min 48 s                                                  | Svetlana Solovyova (RUS) 1 h 33 min 58 s                                                      | Olga Mikhaylova (RUS) 1 h 34 min 41 s                                                      |
| Saut en longueur  | Anna Nazarova (RUS) 6,81 m                                                                | Denisa Scerbova (CZE) 6,80 m                                                                  | Yelena Sokolova (RUS) 6,71 m                                                               |
| Triple saut       | Liliya Kulyk (UKR) 14,39 m                                                                | Yekaterina Kayokova (RUS) 14,11 m                                                             | Anastasiya Taranova (RUS) 13,99 m                                                          |
| Saut en hauteur   | Svetlana Shkolina (RUS) 1,92 m                                                            | Adonía Steryíou (GRE) 1,92 m                                                                  | Ebba Jungmark (SWE) 1,89 m                                                                 |
| Saut à la perche  | Aleksandra Kiryashova (RUS) 4,50 m                                                        | Anna Schultze (GER) 4,35 m                                                                    | Anna Battke (GER) 4,35 m                                                                   |
| Lancer du poids   | Irina Tarasova (RUS) 18,26 m                                                              | Denise Hinrichs (GER) 17,56 m                                                                 | Anna Avdeyeva (RUS) 17,47 m                                                                |
| Lancer du disque  | Kateryna Karsak (UKR) 64,40 m                                                             | Darya Pishchalnikova (RUS) 64,15 m                                                            | Veronika Watzek (AUT) 57,15 m                                                              |
| Lancer du marteau | Maryia Smaliachkova (BLR) 69,34 m                                                         | Lenka Ledvinova (CZE) 67,63 m                                                                 | Nataliya Zolotuhina (UKR) 67,00 m                                                          |
| Lancer du javelot | Linda Stahl (GER) 62,17 m                                                                 | Annika Suthe (GER) 57,86 m                                                                    | Madara Palameika (LAT) 57,07 m                                                             |
| Heptathlon        | Viktorija Zemaityte (LTU) 6 219 pts                                                       | Jolanda Keizer (NED) 6 219 pts                                                                | Julia Mächtig (GER) 6 151 pts                                                              |

## Tableau des médailles
| Rang  | Nation      | Or | Argent | Bronze | Total |
| ----- | ----------- | -- | ------ | ------ | ----- |
| 1     | Russie      | 15 | 9      | 10     | 34    |
| 2     | Royaume-Uni | 6  | 3      | 2      | 11    |
| 3     | Allemagne   | 4  | 6      | 3      | 13    |
| 4     | Pologne     | 4  | 2      | 3      | 9     |
| 5     | Biélorussie | 4  | 1      | 0      | 5     |
| 6     | France      | 2  | 5      | 3      | 10    |
| 7     | Ukraine     | 2  | 1      | 5      | 8     |
| 8     | Suède       | 1  | 1      | 1      | 3     |
| 9     | Finlande    | 1  | 1      | 2      | 4     |
| 10    | Grèce       | 1  | 1      | 0      | 2     |
| 10    | Roumanie    | 1  | 1      | 0      | 2     |
| 12    | Espagne     | 1  | 0      | 1      | 2     |
| 12    | Turquie     | 1  | 0      | 1      | 2     |
| 14    | Lituanie    | 1  | 0      | 0      | 1     |
| 15    | Tchéquie    | 0  | 4      | 2      | 6     |
| 16    | Pays-Bas    | 0  | 2      | 0      | 2     |
| 17    | Croatie     | 0  | 1      | 2      | 3     |
| 17    | Hongrie     | 0  | 1      | 2      | 3     |
| 19    | Portugal    | 0  | 1      | 1      | 2     |
| 19    | Lettonie    | 0  | 1      | 1      | 2     |
| 21    | Belgique    | 0  | 1      | 0      | 1     |
| 21    | Norvège     | 0  | 1      | 0      | 1     |
| 21    | Serbie      | 0  | 1      | 0      | 1     |
| 24    | Italie      | 0  | 0      | 2      | 2     |
| 25    | Autriche    | 0  | 0      | 1      | 1     |
| 25    | Chypre      | 0  | 0      | 1      | 1     |
| 25    | Slovaquie   | 0  | 0      | 1      | 1     |
| Total | Total       | 44 | 44     | 44     | 132   |

Voir le classement complet